# مارتینا بوسلر
مارتینا بوسلر (انگلیسی: Martina Boesler؛ زادهٔ ۱۸ ژوئن ۱۹۵۷) قایقران روئینگ اهل آلمان شرقی بود.
وی در مسابقات کشوری و بین‌المللی در مجموع برندهٔ ۱ مدال طلا، ۱ مدال نقره شده‌است.